# Dejan Martinović
Dejan Martinovic (născut pe 19 iulie 1983 în Posusje) este un fotbalist bosniac care a fost legitimat la clubul FC Brașov unde a jucat pe postul de mijlocaș.